# اورا کسا گاتامه
اورا کسا گاتامه (به ژاپنی: 裹袈裟固)-(به انگلیسی: Ura kesa gatame) یکی از فنون و تکنیک‌های دستهٔ کاتامه-وازا رشتهٔ ورزشی جودو است که در زیردستهٔ اوسای‌کومی-وازا دسته‌بندی می‌شود.